# Liste der Biografien/Haun
Liste der Biografien |
Portal Biografien |
Personensuche
# |
A |
B |
C |
D |
E |
F |
G |
H |
I |
J |
K |
L |
M |
N |
O |
P |
Q |
R |
S |
T |
U |
V |
W |
X |
Y |
Z |
?
 
Ha |
Hd |
He |
Hi |
Hj |
Hk |
Hl |
Hm |
Hn |
Ho |
Hr |
Hs |
Ht |
Hu |
Hv |
Hw |
Hy
 
Haa |
Hab |
Hac |
Had |
Hae–Haf |
Hag |
Hah |
Hai |
Haj |
Hak |
Hal |
Ham |
Han |
Hao |
Hap |
Haq |
Har |
Has |
Hat |
Hau |
Hav |
Haw |
Hax |
Hay |
Haz
 
Haua |
Haub |
Hauc |
Haud |
Haue |
Hauf |
Haug |
Hauk |
Haul |
Haum |
Haun |
Hauo |
Haup |
Haur |
Haus |
Haut |
Hauv |
Hauw |
Haux |
Hauy |
Hauz
Die Liste der Biografien führt alle Personen auf, die in der deutschsprachigen Wikipedia einen Artikel haben. Dieses ist eine Teilliste mit 52 Einträgen von Personen, deren Namen mit den Buchstaben „Haun“ beginnt.

## Haun
- Haun, August Carl (1815–1894), deutscher Landschafts- und Vedutenmaler, Lithograf und Radierer
- Haun, Darla (* 1964), US-amerikanische Schauspielerin
- Haun, Eberhard (1949–1976), deutscher Fußballspieler
- Haun, Frank (* 1959), deutscher Manager
- Haun, Frank (* 1967), deutscher Fußballspieler
- Haun, Helmut (1919–1999), deutscher Politiker (GB/BHE, GDP, CDU), MdL
- Haun, Henry P. (1815–1860), US-amerikanischer Politiker
- Haun, Johannes (1871–1914), deutscher Marineoffizier der Kaiserlichen Marine
- Haun, Lindsey (* 1984), US-amerikanische Schauspielerin, Regisseurin und Sängerin
- Haun, Philipp (* 1994), österreichischer American-Football-Spieler
- Haun, Susanne (* 1965), deutsche Autorin und Künstlerin
- Haun, Thassilo (* 1973), deutscher Tennisspieler

### Haune
- Hauner, Andrea (* 1959), deutsch-schweizerische Fernsehjournalistin und Autorin
- Hauner, August (1811–1884), deutscher Pädiater
- Hauner, Hans (* 1955), deutscher Ernährungswissenschaftler und Diabetologe
- Hauner, Josef (* 1951), bayerischer Politiker (CSU) und Landrat
- Hauner, Norbert (1743–1827), deutscher Komponist und Stiftsdekan
- Hauner, Norman (* 1991), deutscher EishockeyspielerNorman Hauner (* 1991)

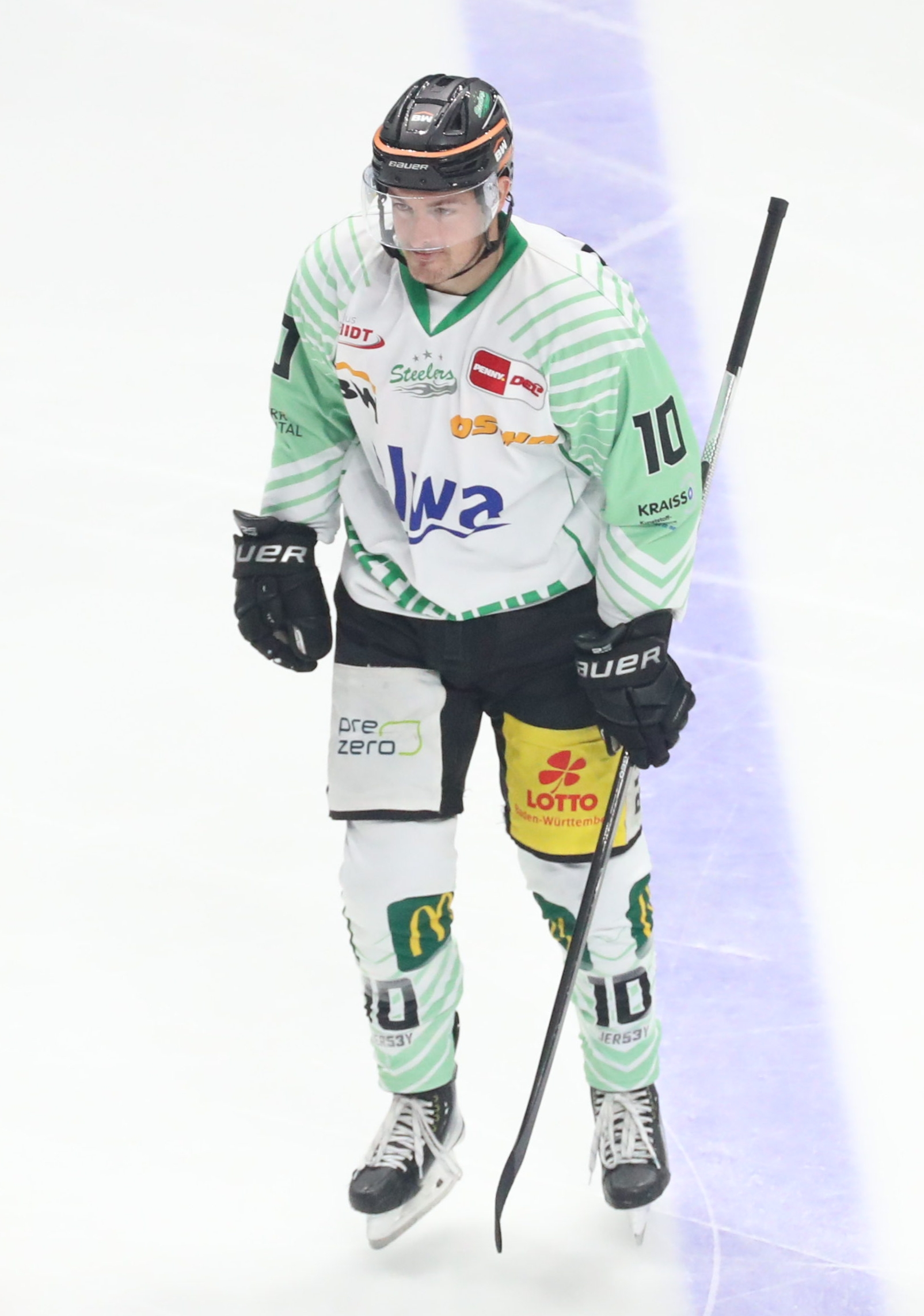
Norman Hauner (* 1991)

- Hauner, Wolfgang (* 1961), deutscher Polizist, Vizepräsident des Fußballvereins TSV München (1860 e. V.)
- Haunerland, Winfried (1956–2023), deutscher römisch-katholischer Theologe, Professor für Liturgiewissenschaft und Direktor des Georgianums

### Haunf
- Haunfelder, Bernd (* 1951), deutscher Historiker und Publizist
- Haunfelder, David (1912–1989), deutscher Zahnmediziner sowie Hochschullehrer

### Haung
- Haungs, Peter (1939–1994), deutscher Politikwissenschaftler
- Haungs, Rainer (1942–1996), deutscher Volkswirt, Unternehmer und Politiker (CDU), MdB

### Haunh
- Haunholder, Matthias (* 1979), österreichischer Skisportler
- Haunhorst, Gottfried (1929–2016), deutscher Kantor, Organist, Musikpädagoge und Museumsleiter
- Haunhorst, Hans Anna (1883–1954), deutscher Jurist und Autor
- Haunhorst, Mario (* 1967), deutscher Glas- und Lichtkünstler
- Haunhorst, Sabine (* 1966), deutsche Juristin, Richterin am Bundesfinanzhof

### Hauni
- Haunickel, Bruno (1895–1985), deutscher Maler und Grafiker

### Hauno
- Haunold, Carl (1832–1911), österreichischer Maler und Librettist
- Haunold, Christoph (1610–1689), deutscher Jesuit, Philosoph, Theologe und Hochschullehrer
- Haunold, Hans († 1506), schlesischer Großhändler, Ratsherr von Breslau und Landeshauptmann des böhmischen Erbfürstentums Breslau
- Haunold, Hieronymus (1518–1567), deutscher Mediziner
- Haunold, Johann Sigismund von (1634–1711), Kaiserlicher Rat, Präses, Numismatiker und Philanthrop
- Haunold, Marc-Andre (* 1999), österreichischer Handballspieler

### Hauns
- Haunsberger, Wolfgang (1940–2018), österreichischer Politiker (ÖVP), Abgeordneter zum Salzburger Landtag
- Haunschild, Frank (* 1958), deutscher Jazz-Gitarrist
- Haunschild, Hans-Hilger (1928–2012), deutscher Verwaltungsjurist und Staatssekretär
- Haunschild, Hellmut (* 1928), deutscher Geologe
- Haunschild, Siegmund (1925–2014), deutscher Judoka und Judotrainer
- Haunschild, Will (1911–1999), deutscher Maler und Gebrauchsgrafiker
- Haunschmid, Michael (* 1989), österreichischer Fußballtorwart
- Haunschmid, Ulrike (* 1945), österreichische Politikerin (FPÖ) und Gastwirtin, Mitglied im Österreichischen Bundesrat
- Haunschmidt, Franz (1902–1975), österreichischer Kaufmann und Politiker (ÖVP), Abgeordneter zum Nationalrat
- Haunschmied, Rudolf (* 1966), österreichischer Autor und Heimatforscher
- Haunsperger, Deanna (* 1964), US-amerikanische Mathematikerin und Hochschullehrerin
- Haunstein, Hans (1950–2000), deutscher Fußballspieler
- Haunstoft, Finn (1928–2008), dänischer Kanute
- Haunstrup, Brandon (* 1996), englischer Fußballspieler

### Haunt
- Hauntinger, Johann Nepomuk (1756–1823), Benediktiner, Stiftsbibliothekar

### Haunz
- Haunzwickel, Josef (1915–2001), österreichischer Stabhochspringer